# Kathedrale von Tarragona

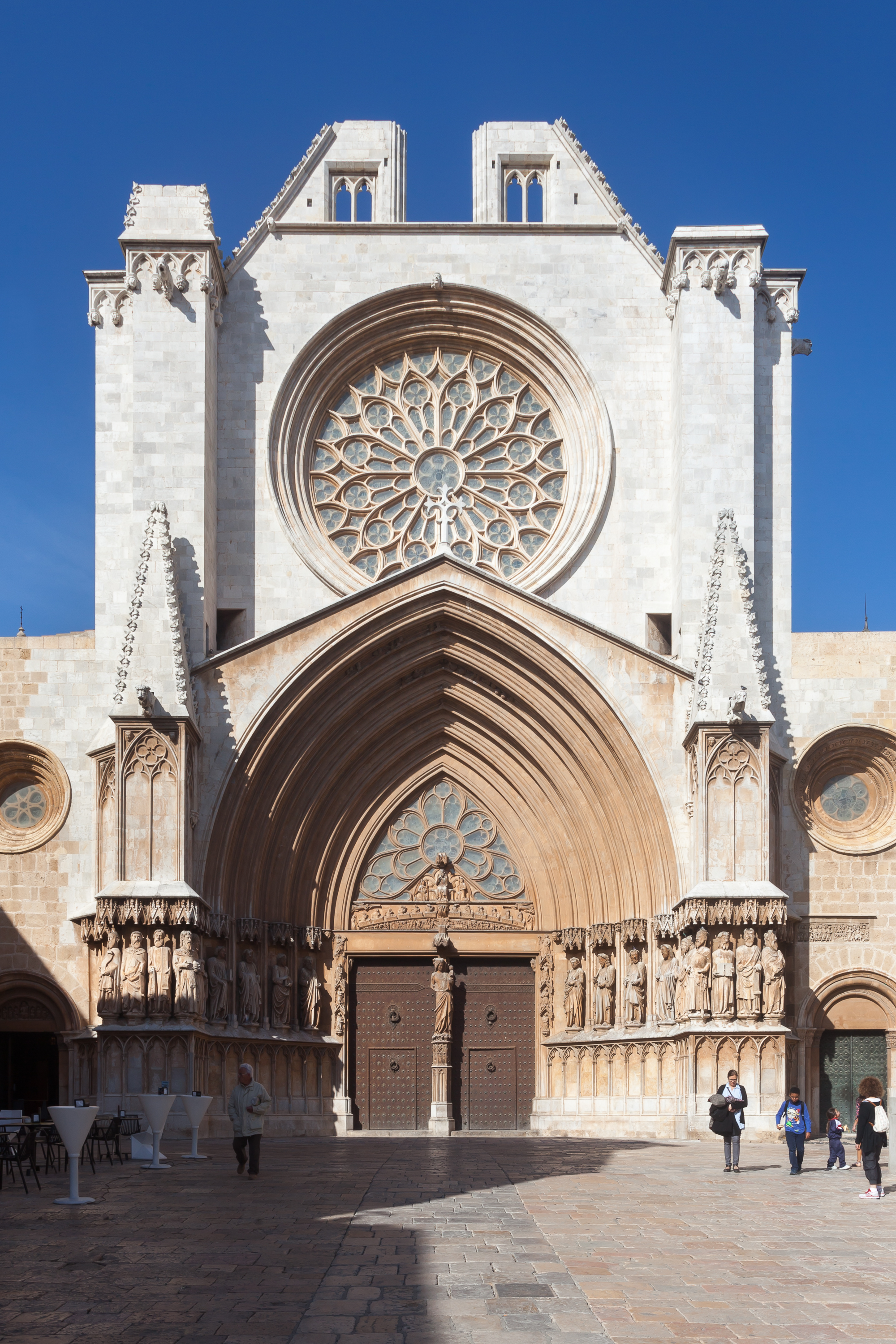
Kathedrale von Tarragona

Grundriss

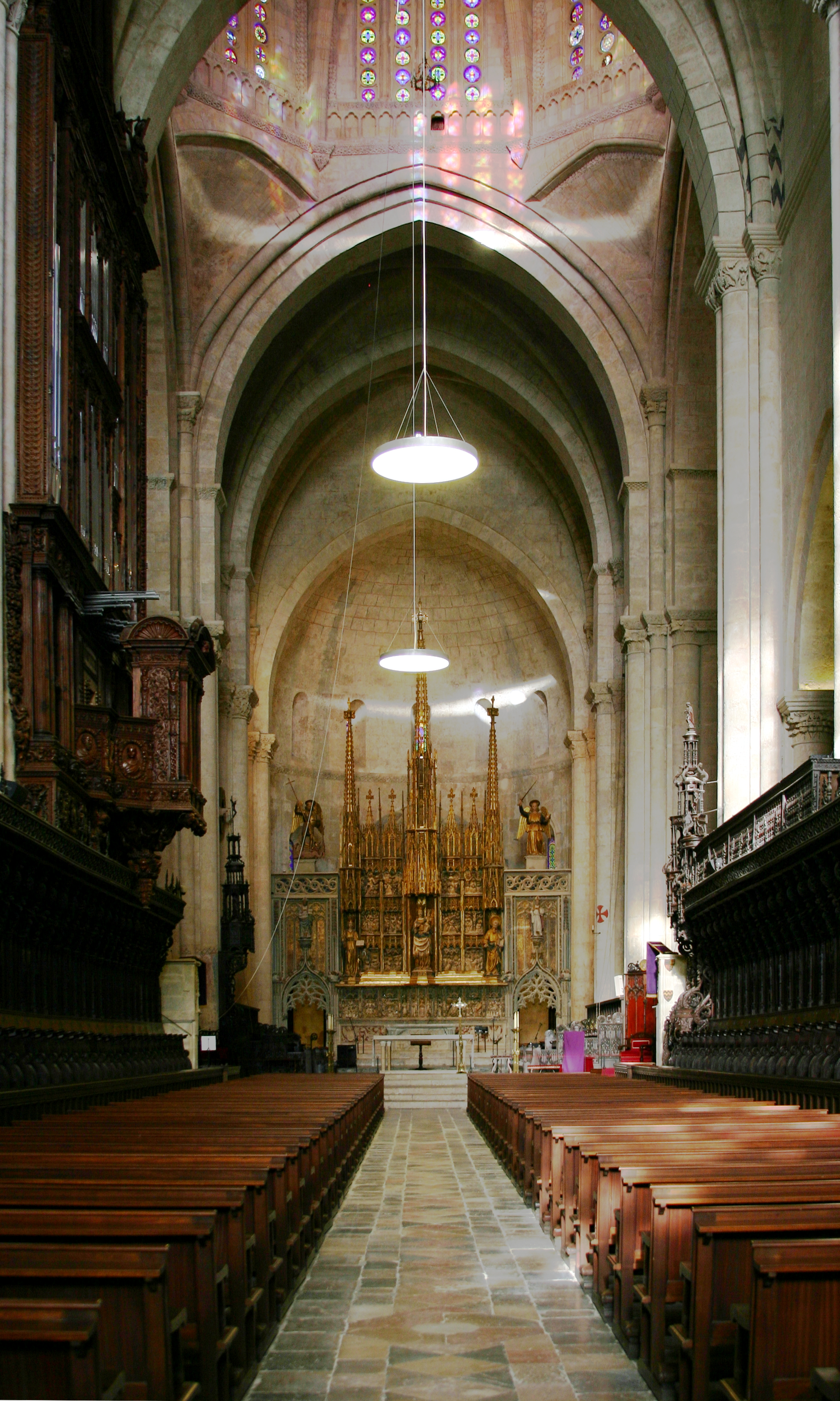
Innenraum

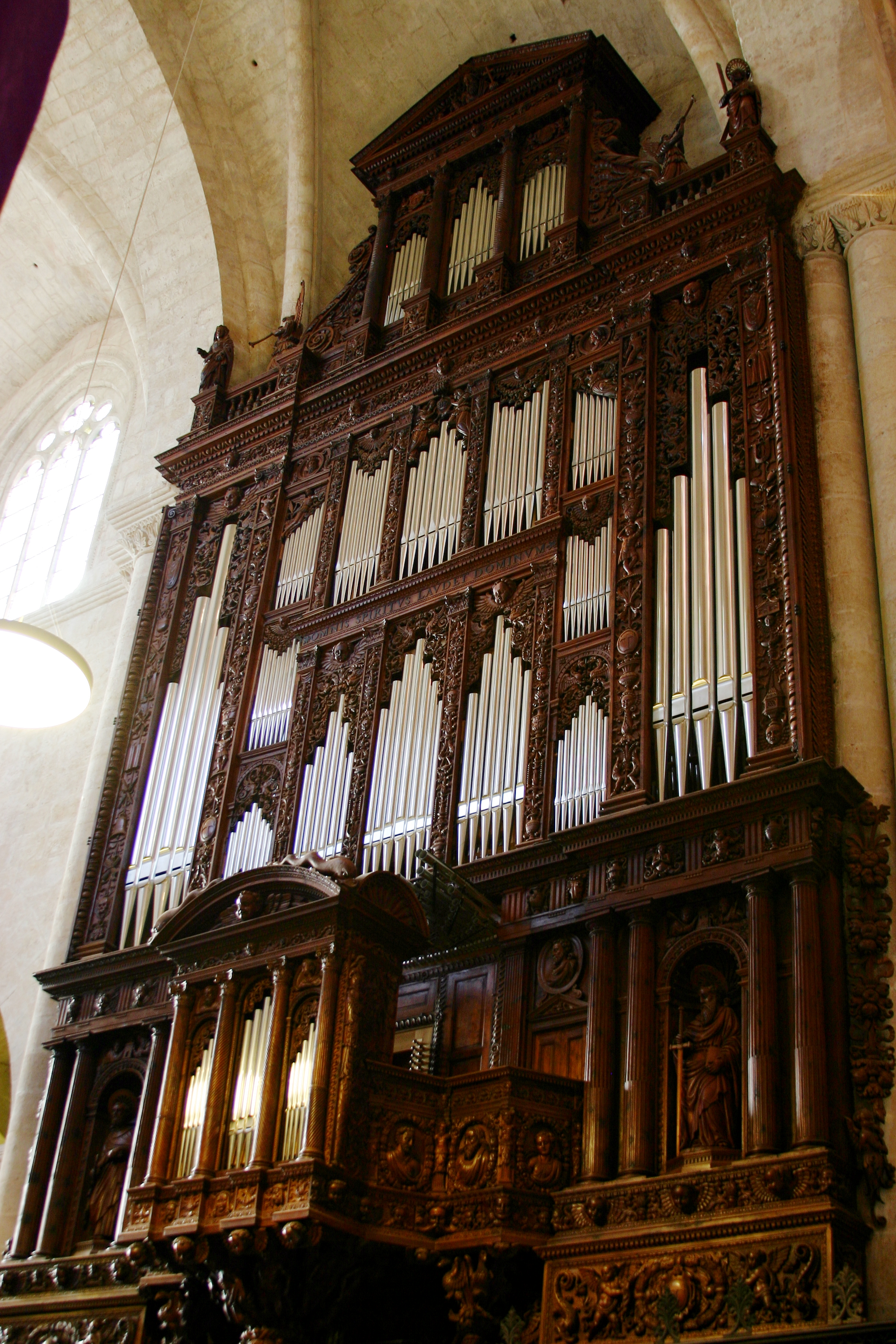
Orgelprospekt

Die Kathedrale von Tarragona oder die Metropolitankathedralbasilika St. Marien (katalanisch Catedral Basílica Metropolitana i Primada de Tarragona) ist die zentrale Kirche der Stadt Tarragona in der gleichnamigen katalanischen Provinz in Spanien. Die Kathedrale des Erzbistums Tarragona wurde auf einem Hügel zusammen mit einem Kloster an der Stelle eines römischen Tempels erbaut, von dem noch Säulen im Klosterhof erhalten sind. Sie wurde nach romanischem Beginn im frühgotischen Stil errichtet, die Kirchweihe der wegen der Pest unvollendeten Kirche erfolgte 1331. Die Kirche erhielt 1894 durch Papst Leo XIII. den Titel einer Basilica minor und wurde 1905 zum Nationalmonument erklärt.

## Geschichte
Die aus dem römischen Tarraco hervorgegangene Stadt Tarragona verlor durch die germanischen und später muslimischen Eroberer ihre Bedeutung für die hispanische Provinz und lag bis zur Rückeroberung durch die Grafen von Barcelona im 12. Jahrhundert im Grenzgebiet. Ende des Jahrhunderts wurde auf den zwischenzeitlich auch von einer westgotischen Basilika und einer Moschee genutzten Resten des Augustustempels die Kathedrale errichtet. Die Baugeschichte bis zur Weihe 1331 ist kaum belegt. Die vermutlich zunächst einschiffige romanische Kirche erhielt zur Verwendung als Wehrkirche robuste Mauern mit hoch liegenden Obergadenfenstern. Die Planung wurde um 1200 zugunsten einer dreischiffigen Basilika mit Querhaus und vier Nebenapsiden geändert, sie erhielt nicht sehr hohe Rippengewölbe. Unter Bischof Aspàreg de la Barca (1215–1234) konnten im Chor erste Gottesdienste gefeiert werden. 1250 wurde mit dem Bau der Kuppel begonnen und ab 1277 mit der Fassade. Nach der Kirchweihe 1331 wurde der Bau bis zum 18. Jahrhundert mit Kapellen im Stil der Gotik, der Renaissance und des Barock fortgesetzt.

## Architektur
Die Hauptfassade ist geprägt durch das zwischen zwei romanischen Nebenportalen bis 1475 errichtete gotische Hauptportal mit reichem Skulpturenschmuck und das große Rosettenfenster darüber, das einen Durchmesser von 11 Metern hat. Die Mittelsäule des Portals ist mit einer Madonnenstatue geschmückt. Die drei etwa 100 Meter langen Kirchenschiffe schließen mit halbrunden Apsiden. Das lange Hauptschiff ist 26 Meter hoch und 16,5 Meter breit, die Seitenschiffe haben die halben Maße. Das Querhaus wird an beiden Enden von weiteren Rosettenfenstern beleuchtet. Die achteckige Vierungskuppel erhebt sich auf einer romanischen Basis mit rein gotischen Fenstern. Die Kirchenfenster wurden bis in den Barock hinein verändert.

## Ausstattung
Im Chor steht der Hochaltar, das Retabel aus dem 15. Jahrhundert wurde von Pere Joan aus farbig bemaltem Alabaster geschaffen und zeigt den thronenden Gottvater im Mittelfeld und Szenen aus dem Leben der hl. Thekla.
Bedeutende gotische Kunstwerke sind das mit schönen Skulpturen geschmückte Bischofsgrab von Don Juan de Aragón, Sohn von Jakob II., der in seinen letzten fünf Lebensjahren Bischof von Tarragona war, und die Marienkapelle aus dem 14. Jahrhundert.
Ein Marmorportal des 13. Jahrhunderts führt auf der linken Seite des Chors in den bedeutenden romanischen Kreuzgang, an den sich das Diözesanmuseum mit einer Sammlung sakraler Kunst aus dem Mittelalter und der Neuzeit anfügt. Es zeigt etwa die flämischen Wandteppiche aus der Brüsseler Werkstatt und das Altarbild von Jaume Huguet. Auf der rechten Seite der Kathedrale steht der Glockenturm.
Im Jahr 1863 baute Galieta Viladerbó eine neue Orgel in die historischen Orgelgehäuse von Tarragona, die aus dem Jahr 1560 stammten. Die Gehäuse wurden von Jayme Amigó hergestellt. Die erste Innenausstattung stammt aus dem Jahr 1567, ein Werk von Pere Arrabassa und Salvador Estrada. Die Orgel von Viladerbó hatte keine lange Lebensdauer, denn bereits 1927 wurde eine amerikanische Orgel, gebaut von Joan Rogent, in das Gehäuse eingebaut.
Im Jahr 2011 wurde die Firma Verschueren Orgelbouw beauftragt, ein neues viermanualiges Werk in historischem Stil zu bauen. Diese Orgel wurde im Jahr 2013 fertiggestellt. Am 16. Juni 2013 wurde sie mit einem Konzert von Wim Diepenhorst eingeweiht. Die Orgel hat 44 Register auf vier Manualen und Pedal.
| I Cadireta C–f3 |        |
| Bordó           | 8’     |
| Cara            | 4’     |
| Tapadet         | 4’     |
| Nasard 12a      | 2 ⁄3’  |
| Quinzena        | 2’     |
| Nasard 17a      | 1 3⁄5’ |
| Fornitura III   |        |
| Cromorn         | 8’     |

| II Orgue Major C–f3 |        |
| Flautat major       | 16’    |
| Flautat             | 08’    |
| Espigueta           | 08’    |
| Octava              | 04’    |
| Dotzena             | 02 ⁄3’ |
| Quinzena            | 02’    |
| Corneta VI          |        |
| Ple II              |        |
| Alemanya IV + I     |        |
| Cimbalet II         |        |
| Trompeta real       | 08’    |
| Trompetteria        |        |
| Trompeta magna      | 16’    |
| Trompeta de batalla | 08’    |
| Clarins Clars       | 08’    |
| Baixons             | 04’    |
| Violetes            | 02’    |
| Regalies            | 08’    |

| III Orgue de dalt C–f3 |        |
| Cara                   | 8’     |
| Bordó                  | 8’     |
| Octava                 | 4’     |
| Flauta                 | 4’     |
| Nasard 12a             | 2 ⁄3’  |
| Quinzena               | 2’     |
| Nasard 15a             | 2’     |
| Dissetena              | 1 3⁄5’ |
| Nasard 19a             | 1 ⁄3’  |
| Mixtura IV             |        |
| Trompeta               | 8’     |
| Veu humana             | 8’     |

| Pedal C–f1      |     |
| Contres obertes | 16’ |
| Contres tapades | 16’ |
| Flautat         | 08’ |
| Octava          | 04’ |
| Bombarda*       | 16’ |
| Trompeta        | 08’ |
| Clarí           | 04’ |

- Anmerkungen:

1. ↑  Rückpositiv.
2. ↑  Hauptwerk.
3. ↑  Oberwerk.